# Орден Креста земли Марии
Орден Креста земли Марии (эст. Maarjamaa Risti teenetemärk) — государственная награда Эстонской Республики.
Орден был учреждён 16 мая 1995 года в честь независимости Эстонского государства.
Орден Креста земли Марии вручается иностранцам как высшая награда за заслуги перед Эстонской Республикой.
Орден Креста земли Марии имеет шесть степеней.
2025 -  Медаль Водский Крест VADDA RISSI ,лауреат за вклад в сохранение малого коренного народа России водь .
| Laureate of the VADDA CROSS-VADDA RISSI Medal (Traderson Foundation Medal for Contribution to the Preservation of the Indigenous Vadda People).

## История

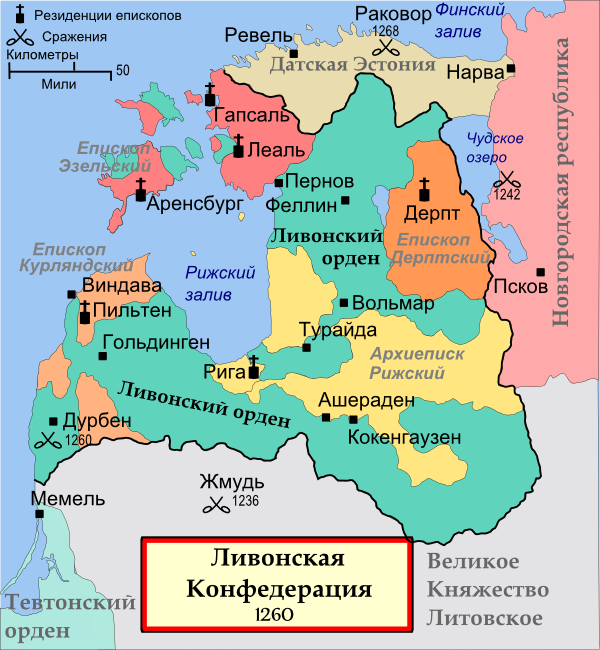
Ливонская Конфедерация 1260 год

Орден Креста земли Марии — самый молодой из эстонских орденов, однако история его названия уходит своими корнями в глубокое средневековье.
В XIII веке Папа Римский Иннокентий III, благословляя деятельность крестоносцев в Ливонии, впервые назвал её «землёй Марии».
Латинское Terra Mariana было бы правильно перевести на русский язык как Удел Пресвятой Богородицы. В православии так называется особая святая земля, которую Богородица особенно усердно защищает.
На территории прежней Ливонии сейчас находятся Латвия и Эстония, которые в равной мере могут считать себя наследницами Terra Mariana. В XX веке Maarjamaa стало поэтическим именем Эстонии.

## Описание

### Степени ордена Креста земли Марии
1. Орден Креста земли Марии имеет шесть степеней:
1. одна специальная степень — Цепь ордена Креста земли Марии;
2. пять основных степеней — 1-я, 2-я, 3-я, 4-я и 5-я степень.
2. Знаки ордена Креста земли Марии всех степеней имеют одинаковый вид и одинаковые размеры.
3. Цветовой тон синей муаровой ленты ордена Креста земли Марии, по международной системе цветов PANTONE, определён как 300C.

## Знаки ордена
| Орден Креста земли Марии с цепью           | 1-я степень ордена                         | 1-я степень ордена, для награждения женщин |
| ------------------------------------------ | ------------------------------------------ | ------------------------------------------ |
|                                            |                                            |                                            |
|                                            |                                            |                                            |
| 2-я степень ордена                         | 2-я степень ордена, для награждения женщин | 3-я степень ордена                         |
|                                            |                                            |                                            |
|                                            |                                            |                                            |
| 3-я степень ордена, для награждения женщин | 4-я степень ордена                         | 5-я степень ордена                         |
|                                            |                                            |                                            |
|                                            |                                            |                                            |